# Rocky River
Rocky River é uma cidade localizada no estado norte-americano do Ohio, no Condado de Cuyahoga.

## Demografia
Segundo o censo norte-americano de 2000, a sua população era de 20.735 habitantes.
Em 2006, foi estimada uma população de 19.377, um decréscimo de 1358 (-6.5%).

## Geografia
De acordo com o United States Census Bureau tem uma área de 14,6 km², dos quais 12,3 km² cobertos por terra e 2,3 km² cobertos por água.

## Localidades na vizinhança
O diagrama seguinte representa as localidades num raio de 8 km ao redor de Rocky River.